# Archidiecezja Manfredonia-Vieste-S. Giovanni Rotondo
 Archidiecezja Manfredonia-Vieste-S. Giovanni Rotondo – diecezja rzymskokatolicka we Włoszech. Powstała w 400 jako diecezja Siponto. Zlikwidowana w 663, odnowiona w 1034. Podniesiona do rangi archidiecezji w 1074 (od 1099 siedziba metropolii). W 1230 przemianowana na diecezję Manfredonia. W 1979 przestała być siedzibą metropolii. W 1986 przemianowana na archidiecezję Manfredonia-Vieste. Pod obecną nazwą od 2002.

## Lista ordynariuszy diecezjalnych

### Archdiecezja Manfredonia
- Matteo Orsini, O.P. (1327 – 1327)

...
- Angelo Capranica (1438 – 1447)
- Basilios Bessarion, O.S.B.M. (1447 – 1449)
- Antonio Maria Ciocchi del Monte (1506 – 1511)
- Giovanni Maria Ciocchi del Monte (1513 – 1544)
- Giovanni Ricci (1544 – 1545)
- Giovanni Andrea Mercurio (1545 – 1550)
- Sebastiano Antonio Pighini (1550 – 1553)
- Dionisio de Robertis, O.S.M. (1554 – 1560)
- Bartolomé de la Cueva y Toledo (1560 – 1562)
- Tolomeo Gallio (1562 – 1573 )
- Giuseppe Sappi (1573 – 1586)
- Domenico Ginnasi (1586 – 1607)
- Annibale Ginnasi (1607 – 1621)
- Giovanni Severini (1622 – 1622)
- Bernardino Buratti (1623 – 1628)
- André Caracciolo (1628 – 1629)
- Horace Annibaldi della Molara (1630 – 1643)
- Antoine Marullo (1643 – 1648)
- Paolo Teutonico (1649 – 1651)
- Giovanni Alfonso Puccinelli, C.R.L. (1652 – 1658)
- Benedetto Cappelletti (1659 – 1675)
- Pietro Francesco (Vincenzo Maria) Orsini de Gravina, O.P. (1675 – 1680)
- Tiberio Muscettola, C.O. (1680 – 1708)
- Giovanni de Lerma (1708 – 1725)
- Marco Antonio De Marco (1725 - 1742)
- Francesco Rivera (1742 – 1777)
- Tommaso Maria Francone, C.R. (1777 – 1799)
- Giovanni Gaetano del Muscio, Sch. P. (1804 – 1807)

### Archdiecezja Manfredonia e Vieste
- Eustachio Dentice, C.R. (1818 – 1830)
- Vitangelo Salvemini (1832 – 1854)
- Vincenzo Taglialatela (Tagliatela) (1854 – 1879)
- Beniamino Feuli (1880 – 1884)
- Federico Pizza (1884 – 1897)
- Pasquale Gagliardi (1897 – 1929)
- Andrea Cesarano (1931 – 1969)
- Valentino Vailati (1970 – 1990)

### Archidiecezja Manfredonia-Vieste
- Vincenzo D'Addario (1990 – 2002)

### Archdiecezja Manfredonia-Vieste-San Giovanni Rotondo
- Domenico Umberto D’Ambrosio (2003 – 2009)
- Michele Castoro (2009 – 2018)
- Franco Moscone (od 2019)